# ATP Cleveland 1978
L'ATP Cleveland 1978 è stato un torneo di tennis giocato sul cemento. È stata la 1ª edizione dell'ATP Cleveland, che fa parte del Colgate-Palmolive Grand Prix 1978. Si è giocato a Cleveland negli USA, dal 20 al 26 agosto 1978.

## Campioni

### Singolare
Peter Feigl ha battuto in finale  Van Winitsky con il punteggio di 4–6, 6–3, 6–3

### Doppio
Dick Stockton /  Erik Van Dillen hanno battuto in finale  Rick Fisher /  Bruce Manson con il punteggio di 6–1, 6–4